# Kalliosaari (ö i Mellersta Finland, Jyväskylä, lat 62,32, long 25,53)
Kalliosaari är en ö i Finland. Den ligger i sjön Kalliojärvi och i kommunen Jyväskylä i den ekonomiska regionen  Jyväskylä ekonomiska region  och landskapet Mellersta Finland, i den centrala delen av landet, 240 km norr om huvudstaden Helsingfors. Öns area är 0,5 hektar och dess största längd är 120 meter i öst-västlig riktning.